# Sofiane Azzedine
Sofiane Azzedine (24 september 1980) is een Algerijns voetballer die momenteel onder contract staat bij MC Alger.
Hij speelde vroeger bij achtereenvolgens JS Bordj Ménaïel JSM Béjaïa en US Biskra. Ook beleefde hij tussen 2005 en 2008 al een periode bij zijn huidige club MC Alger.